# Државни секретар Сједињених Америчких Држава
Државни секретар САД се налази на челу Стејт департмента у чијој надлежности су спољни послови. Он је највиши по рангу члан Кабинета САД.
У почетку постојања републике, положај државног секретара био је нормална степеница на путу ка Белој кући — државни секретари који су постали амерички председници су Томас Џеферсон, Џејмс Медисон, Џејмс Монро, Џон Квинси Адамс, Мартин ван Бјурен и Џејмс Бјукенан.

## Дужности
Стејт департмент обавља следеће функције: чува и користи Велики печат Сједињених Држава, обавља дипломатске протоколарне функције за Белу кућу, издаје разна саопштења, формално прихвата председничке оставке и одговара на упите. Осим тога, државни секретар обавља функције по наредби председника, у складу са Уставом, које се тичу преписке, наредби или инструкција америчким изасланицима у иностранству, као и преговоре са представницима страних земаља. Секретар је и председников главни саветник по питању америчке спољне политике, а у последњим деценијама усмерава, усклађује и надзире међусобну сарадњу осталих секретаријата у активностима које се спроводе у иностранству.
Као члан Кабинета са највишом позицијом, државни секретар је амерички четврти званичник по овлашћењима након председника - испред њега су само потпредседник САД, председник Представничког дома и председник Сената.
По америчком закону, оставка председника је пуноважна само уколико је председник писмено поднесе државном секретару. То се догодило само једном, у августу 1974, када је председник Ричард Никсон поднео оставку тадашњем државном секретару Хенрију Кисинџеру.

## Заклетва
Заклетва коју полажу амерички потпредседник, државни секретар и други званичници у савезној влади:
„Свечано изјављујем да ћу подржавати и штитити Устав Сједињених Држава од свих непријатеља, страних и домаћих, да ћу према њему гајити истинску веру и оданост, да ову обавезу преузимам слободном вољом, без икаквих резерви или намере да је избегнем, и да ћу добро и савесно извршавати дужности које преузимам.“